# 阿巴爾
阿巴爾（波斯語：‎，羅馬化：Āb Bar）是伊朗的城市，位於該國西北部贊詹東北約45公里，由贊詹省負責管轄，距離首都德黑蘭245公里，海拔高度664米，2006年人口4,918，居民主要使用阿塞拜疆语。